# Königlich Bayerische Artillerie- und Ingenieur-Schule
Die Königlich Bayerische Artillerie- und Ingenieur-Schule, bis 1872 Königlich Bayerische Artillerie- und Genieschule, war eine militärische Ausbildungsstätte der Bayerischen Armee für die wissenschaftlich-technische Ausbildung der Offizieranwärter der Artillerie- und Pioniertruppe.

## Geschichte
Die Bildungseinrichtung wurde ursprünglich am 1. Januar 1857 als Artillerie- und Genieschule in München gegründet und erhielt am 1. April 1872 die Bezeichnung Artillerie- und Ingenieur-Schule. Sie wurde mit Ausbruch des Ersten Weltkriegs am 1. August 1914 aufgelöst.
Die Ausbildungseinrichtung war vergleichbar mit der Vereinigten Artillerie- und Ingenieurschule der Preußischen Armee in Berlin, wo allerdings bereits zum Leutnant beförderte Offiziere ausgebildet wurden. An der bayerischen Akademie absolvierten die Junker einen zweijährigen Lehrgang. Von 1866 bis 1894 befand sich die Institution gemeinsam mit der Bayerischen Kriegsakademie in der östlichen Hälfte der Herzog-Max-Burg und wurde danach ins Marsfeld verlegt.

## Direktoren
| Dienstgrad            | Name                                      | Datum                                     |
| --------------------- | ----------------------------------------- | ----------------------------------------- |
| Generalmajor          | Michael von Schuh                         | 01. Januar 1857 bis 16. November 1864     |
| Oberst                | Ferdinand von Malaisé                     | 17. November 1864 bis 6. Februar 1867     |
| Major                 | Otto Kleemann                             | 07. Februar 1867 bis 28. Juli 1871        |
| Major/Oberstleutnant  | Viktor Gramich                            | 29. Juli 1871 bis 20. Juli 1877           |
| Oberstleutnant        | Eugen von Malaisé                         | 21. Juli 1877 bis 1881                    |
| Oberstleutnant        | August du Jarrys Freiherr von La Roche    | 1881 bis 11. September 1883               |
| Oberstleutnant        | Karl Kriebel                              | 12. September 1883 bis 28. Juli 1886      |
| Oberst/Generalmajor   | Maximilian von Hartlieb genannt Wallsporn | 29. Juli 1886 bis 7. September 1896       |
| Generalmajor          | Karl von Landmann                         | 08. September 1896 bis 23. Januar 1899    |
| Oberst                | Theodor von Zwehl                         | 24. Januar 1899 bis 7. September 1902     |
| Generalmajor          | Friedrich Deppert                         | 08. September 1902 bis 28. September 1905 |
| Oberst/Generalmajor   | Oskar von Xylander                        | 29. September 1905 bis 29. Dezember 1907  |
| Oberstleutnant        | Paul von Kneußl                           | 30. Dezember 1907 bis 19. Dezember 1909   |
| Oberstleutnant/Oberst | Karl von Schoch                           | 20. Dezember 1909 bis 14. Oktober 1911    |
| Oberst                | Albert von Schoch                         | 15. Oktober 1911 bis 21. April 1912       |
| Oberst/Generalmajor   | Nikolaus von Endres                       | 22. April 1912 bis 26. März 1913          |
| Major                 | Julius Fehl                               | 27. März 1913 bis 1. August 1914          |

## Namhafte Absolventen
- Franz Halder
- Wilhelm Ritter von Leeb
- Wilhelm List
- Friedrich Dollmann